# Sandalias de Cristo

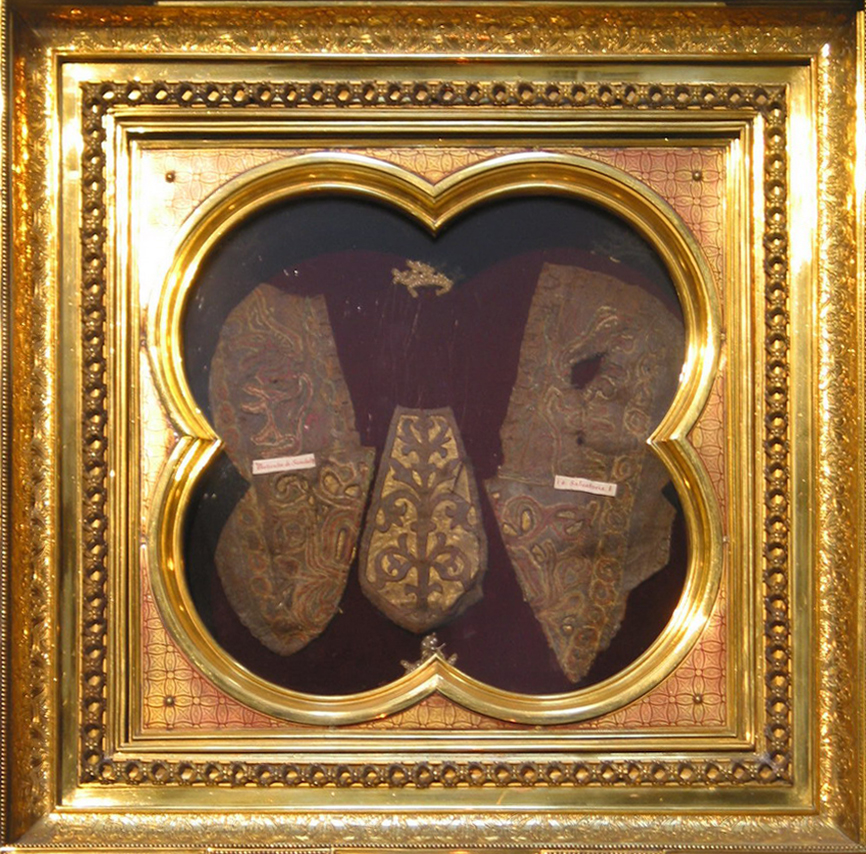
Las 'Sandalias de Jesus' mostrado en la Abadía de Prüm en Alemania

Las sandalias de Cristo se encontraban entre las reliquias más importantes de la Iglesia Católica en la Edad Media. Fueron donados a la abadía de Prüm por el Papa Zacarías (741–752) y el Papa Esteban II (752–757).

## Descripción
Las sandalias son los restos de un zapato de tela adornado (zapatilla) supuestamente de la dinastía merovingia (siglos V al VIII), que fueron entragados a la abadía por Roma en el periodo carolingio (siglos V al VII). 
Están considerados entre el más notables de las muchas reliquias de la Iglesia; que son mencionados por Pipino el Breve en la escritura de 762, y se dice que los han recibido de Roma como un regalo del Papa Zacarías (741-752) y Esteban II (752-757). El Papa Zacarías había reconocido la elección de Pipino como rey, y el Papa Esteban II completó el regalo en 754. Aparte de su significado religioso, la reliquia era la encarnación física de la legitimación del rey franco por parte de la iglesia.
Pipino gestionó la ampliación de la pequeña abadía de Prüm durante 30 años, dejándola como una enorme propiedad denominada San Salvador (Santo Salvador), el monasterio favorito de la Dinastía Carolingia, que fue legitimado por la reliquia.

## Competencia
La posesión de estas reliquias importantes era un medio de mantener la influencia y el estatus de la iglesia. Para competir con una abadía poderosa, era importante adquirir reliquias de procedencia e importancia similares. En el siglo XII, la diócesis de Tréveris se hizo cada vez más poderosa y obtuvo una túnica que se cree que pertenece a Jesús. Llamada la túnica sin costuras de Jesús, se la consideraba más significativa que las sandalias. Durante los siguientes cuatro siglos, Trier ganó la lucha por el poder contra Prüm y en 1524 se había convertido en el principal destino de peregrinación. En 1574, Prüm quedó subordinado a Trier.

## Literatura
- Ludwig Petry (Hrsg.): Handbuch der historischen Stätten Deutschlands, Bd. 5: Rheinland-Pfalz und Saarland. Stuttgart  más amable 1958, Seite 295 (Escáner de la fuente).